# Mirabelle von Pillnitz
Mirabelle von Pillnitz sinónimo: Mirabelle de Pillnitz es el nombre de una variedad cultivar de ciruela (Prunus syriaca). 
Una variedad de Mirabelle obtenida del cruce de 'Reina Claudia Verde' x 'Red Nectarine Plum'. 

## Sinonimia
- "Pilnitzer Mirabelle",
- "Mirabelle aus Pillnitz",
- "Mirabelle de Pillnitz".

## Historia
'Mirabelle von Pillnitz', es una variedad de ciruela Mirabelle que fue criada alrededor de 1990 en el "Instituto para la Investigación de la Mejora de la Fruta", una instalación del Julius Kühn-Institut, en el distrito Pillnitz de Dresde. 
Es un cruce entre 'Reina Claudia Verde' y 'Red Nectarine Plum'.

## Características
'Mirabelle von Pillnitz' es una variedad más nueva y bastante rara. Los frutos pequeños y esféricos son de color amarillento a amarillo, muy dulces y muy aromáticos. El tiempo de cosecha es de agosto a septiembre. La 'Mirabelle de Pillnitz' se utiliza como fruta de mesa, se conserva como fruta comercial, y se destila como aguardiente de frutas. El árbol alcanza una altura de hasta 3 metros, y por lo tanto, también es adecuado para jardines pequeños.
La 'Mirabelle von Pillnitz' es una de las variedades de fruta de hueso "altamente tolerantes" a la  enfermedad de Sharka, la enfermedad más importante de la fruta de hueso.